# شلي هينينج
شلي هينينج (بالإنجليزية: Shelley Hennig)‏ مواليد 2 يناير 1987 في لويزيانا، الولايات المتحدة، هي ممثلة أمريكية.

## الأعمال
- 2014: ويجا
- 2015: غير ودود (فيلم)
- 2017: رومان جي إسرائيل

## وصلات خارجية
- شلي هينينج على موقع IMDb (الإنجليزية)
- شلي هينينج على موقع ألو سيني (الفرنسية)
- شلي هينينج على موقع أول موفي (الإنجليزية)
- شلي هينينج على موقع قاعدة بيانات الفيلم (الإنجليزية)
- شلي هينينج على موقع كينوبويسك (الروسية)